# Römer (kráter)

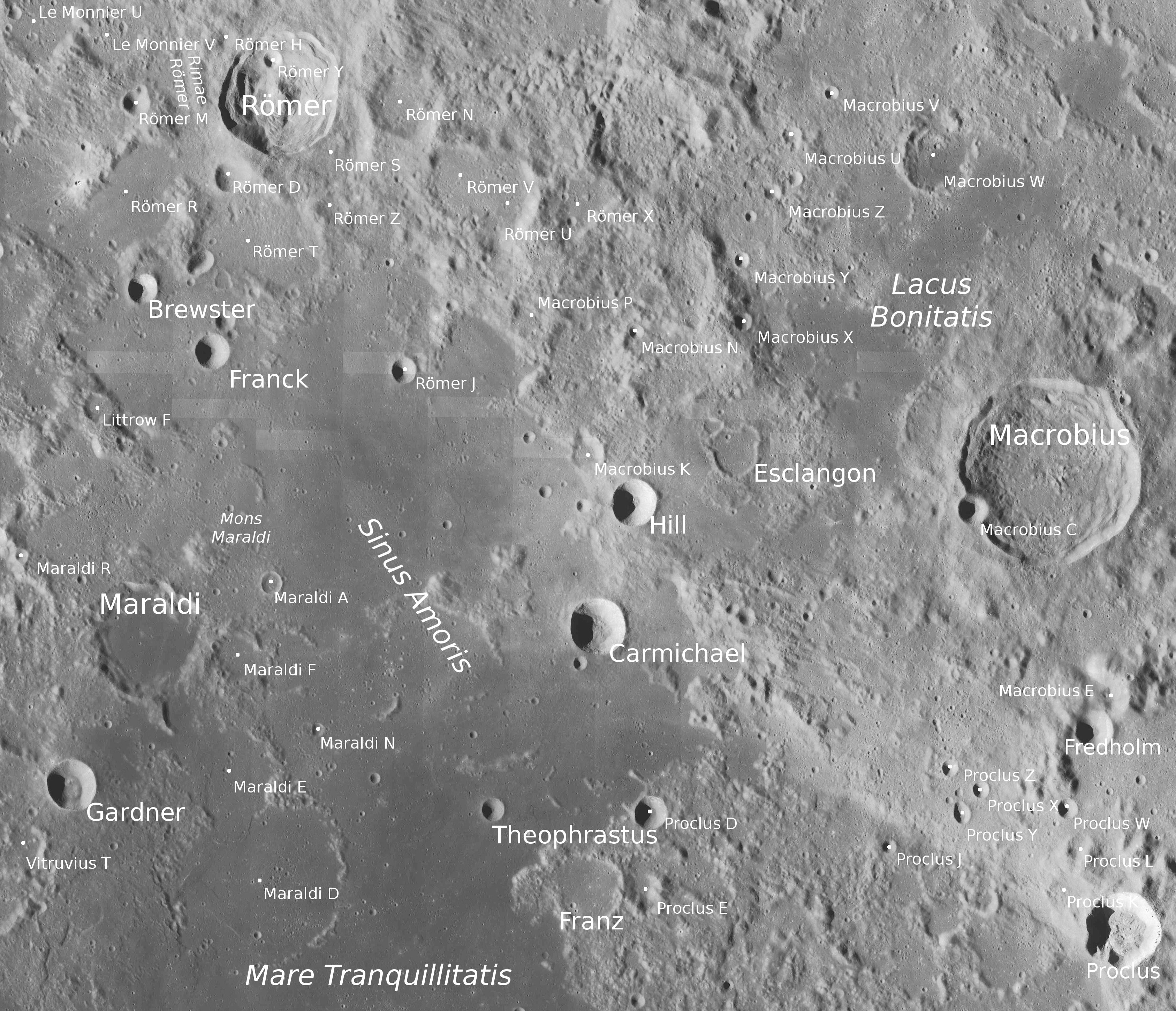
Kráter Römer a okolí.

Römer je výrazný impaktní kráter nacházející se v jihozápadní části oblasti zvané Montes Taurus poblíž severního okraje Sinus Amoris (Záliv lásky) na přivrácené straně Měsíce. Má průměr 40 km, pojmenován je podle dánského matematika a astronoma Ole Rømera. Má terasovité valy a centrální pahorek. Jeho dno je narušeno malým satelitním kráterem. Kolem Römera se rozprostírá husté pole rozrušených kráterů.
Západoseverozápadně leží kráter Le Monnier.

## Satelitní krátery
V okolí kráteru se nachází několik menších kráterů. Ty byly označeny podle zavedených zvyklostí jménem hlavního kráteru a velkým písmenem abecedy.
| Römer | Sel. šířka | Sel. délka | Průměr |
| ----- | ---------- | ---------- | ------ |
| A     | 28.1° S    | 37.1° V    | 35 km  |
| B     | 28.6° S    | 38.2° V    | 20 km  |
| C     | 27.7° S    | 37.0° V    | 8 km   |
| D     | 24.5° S    | 35.8° V    | 13 km  |
| E     | 28.5° S    | 39.2° V    | 31 km  |
| F     | 27.1° S    | 37.2° V    | 22 km  |
| G     | 26.8° S    | 36.2° V    | 14 km  |
| H     | 25.9° S    | 35.7° V    | 6 km   |
| J     | 22.4° S    | 37.9° V    | 8 km   |
| M     | 25.3° S    | 34.6° V    | 10 km  |
| N     | 25.3° S    | 38.0° V    | 26 km  |
| P     | 26.5° S    | 39.6° V    | 61 km  |
| R     | 24.2° S    | 34.6° V    | 42 km  |
| S     | 24.9° S    | 36.8° V    | 44 km  |
| T     | 23.6° S    | 36.1° V    | 47 km  |
| U     | 24.3° S    | 39.1° V    | 28 km  |
| V     | 24.5° S    | 38.6° V    | 28 km  |
| W     | 26.4° S    | 40.4° V    | 7 km   |
| X     | 24.3° S    | 40.1° V    | 22 km  |
| Y     | 25.7° S    | 36.3° V    | 7 km   |
| Z     | 24.1° S    | 36.9° V    | 12 km  |

Následující krátery byly přejmenovány Mezinárodní astronomickou unií:
- Römer K na Franck.
- Römer L na Brewster.